# Шанхайска битка
Шанхайската битка е първият от 22-та основни сблъсъка между Националната революционна армия (НАП) на Република Китай и Императорската армия на Япония в началото на Втората китайско-японска война. Тя е сред най-големите и най-кървави битки в цялата война, по-късно описвана като „Сталинград на Яндзъ“.
След японската интервенция в Манджурия от 1931 г., последвана от японското нападението на Шанхай от 1932 г., между Китай и Япония продължават въоръжени конфликти без официално обявяване на война. Тези конфликти ескалират през юли 1937 г., когато инцидентът на моста Лугоу дава начало на японското настъпление.
При защитата на Шанхай китайските войници разчитат предимно на оръжия с малък калибър срещу превъзхождащите японски въздушни, военноморски и бронирани сили.
Битката може да бъде разделена на три етапа и в нея участват близо един милион войници. Първият етап продължава от 13 до 22 август 1937 г., по време на който НАП се опита да ликвидира японските войски в центъра на Шанхай. Вторият етап продължава от 23 август до 26 октомври 1937 г., по време на който японците осъществяват десанти на брега на Дзянсу и двете армии водят боеве за всяка сграда, като японците се опитват да получат контрол над града и околните региони. Последният етап, от 27 октомври до края на ноември 1937 г., включва оттеглянето на китайската армия, изправена пред японските флангови маневри и последвалата битка по пътя към китайската столица Нанкин.